# Bryoptera convallata
Bryoptera convallata là một loài bướm đêm trong họ Geometridae.